# John Profumo
Pour les articles homonymes, voir Profumo.
 (décembre 2017).
Si vous disposez d'ouvrages ou d'articles de référence ou si vous connaissez des sites web de qualité traitant du thème abordé ici, merci de compléter l'article en donnant les références utiles à sa vérifiabilité et en les liant à la section « Notes et références ».
John Profumo (né le 30 janvier 1915 à Kensington (Londres) et mort le 9 mars 2006 à Londres), surnommé Jack Profumo, est un homme politique britannique.
Il est au centre de l'« affaire Profumo » qui a défrayé la chronique au Royaume-Uni au début des années 1960. Ce scandale eut des répercussions sur le gouvernement conservateur d'Harold Macmillan.

## Biographie
John Profumo est un pur produit de l'establishment : membre de la gentry, issu de la noblesse sarde, il est le fils d'Albert Profumo, 4e baron Profumo, avocat britannique d'origine italienne. Il est élevé à Harrow et au Brasenose College, Oxford, où il étudie le droit. Il combat comme officier dans l'armée britannique pendant la Seconde Guerre mondiale. En juillet 1960, Profumo rejoint le gouvernement d'Harold Macmillan. Il est nommé ministre de la Guerre et devient membre du Conseil privé.

### Le scandale
En janvier 1961, lors d'une fête au domicile du vicomte William Astor à Cliveden, Profumo rencontre Christine Keeler, une call girl avec laquelle il a une brève liaison durant quelques semaines[réf. nécessaire]. Les rumeurs autour de cette histoire commencent à circuler. Christine Keeler a également eu une relation avec Evgueni Ivanov, attaché naval à l'ambassade soviétique. Dans un contexte de suspicion d'espionnage, ce qui deviendra l'« affaire Profumo » commence à prendre une dimension nationale.

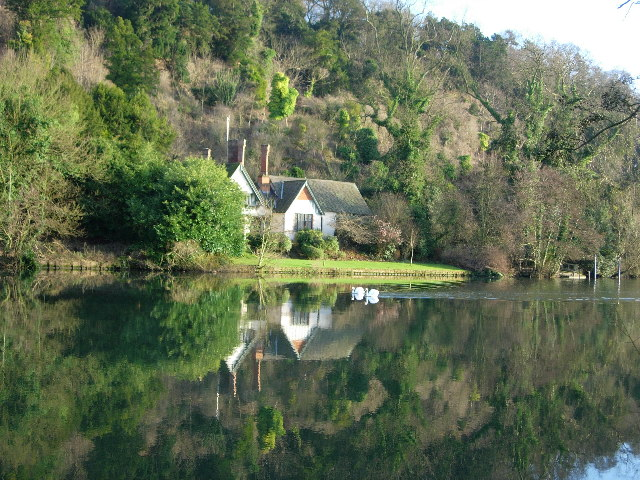
Maison de printemps de Stephen Ward dans le Cliveden, l'un des endroits clé où s'est nouée l'affaire.

En décembre 1962, une fusillade à Londres impliquant deux autres hommes qui étaient en rapport avec Christine Keeler poussa la presse à enquêter sur la call girl. Les journalistes trouvèrent rapidement ses liens avec Profumo et Ivanov. Mais la tradition britannique qui consistait à respecter la vie privée des hommes politiques britanniques fut maintenue jusqu'en mars 1963. C'est à cette date que George Wigg (parti travailliste) interpella la Chambre des communes sur les problèmes de sécurité nationale causés par cette supposée liaison de Profumo avec Christine Keeler. Le principal intéressé admit alors qu'il avait eu une liaison avec Christine Keeler mais réfuta les accusations concernant d'éventuelles indiscrétions aux conséquences fâcheuses pour la sécurité nationale.
La déclaration de John Profumo n'empêcha pas les journaux de publier des histoires sur Christine Keeler, et rapidement, il devint clair pour Macmillan que sa position devenait de plus en plus difficile. Le 5 juin 1963, Profumo fut forcé d'admettre qu'il avait menti à la Chambre des communes, péché impardonnable dans la politique britannique. Il démissionna de son bureau, de la Chambre des communes et du Conseil privé. Il ne fut jamais prouvé que Profumo avait divulgué des informations capitales à Christine Keeler, mais le scandale toucha tout le gouvernement conservateur. La défaite lors des élections de 1964 lui est en partie imputée.
Profumo ne parla plus de cette affaire jusqu'à la fin de ses jours, même lorsque le film Scandal et la publication des mémoires de Christine Keeler firent ressurgir son passé.

### Après l'affaire
John Profumo travailla ensuite pour une œuvre caritative de Londres, Toynbee Hall. Il contribua à amener des fonds importants grâce à ses talents politiques. Il fut nommé Commandeur de l'ordre de l'Empire britannique en 1975 pour son investissement dans l'aide sociale.

### Vie privée
John Profumo avait épousé l'actrice britannique Valerie Hobson en 1954. Il est veuf en 1998.